# 記載岩石学
記載岩石学（きさいがんせきがく、英語: Petrography）は、岩石の組織や構成鉱物などの記載や、岩石名の命名、岩石の分類を行う学問である。
岩石の分類は、記載岩石学的解析によって得られた情報をもとにしている。記載岩石学的説明は露頭での記録から始まり、そこには巨視的な手書き標本も含まれている。しかし、記載岩石学者にとって最も大事な道具といえば偏光顕微鏡である。岩石の起源を理解するには、光学鉱物学による鉱物の薄片の詳細な分析と、細かい組織と構造が重要である。現代の岩石学の研究機関では、電子マイクロアナライザーやアトムプローブによる個々の粒子の断層撮影分析、ならびに原子吸収、蛍光X線、レーザー誘起ブレークダウン分光法による岩石全体の化学分析が行なわれている。岩石サンプルの個々の鉱物粒子は、光学的手段が不十分な場合にX線回折で分析することもある。岩石顕微鏡内の加熱ステージを使用して鉱物粒子内の微視的な流体包有物の分析は、鉱物形成中に存在する温度と圧力の条件への手がかりを提供する。 

## 歴史
科学としての記載岩石学は、スコットランドの物理学者ウィリアム・ニコルが偏光生成の技術を開発した1828年に始まった。偏光はアイスランドにある方解石の結晶を切断することにより生成され、これをニコルプリズムとも呼ぶ。通常の顕微鏡にこのプリズムを2つ追加すると、偏光顕微鏡になる。透過光とニコルプリズムのおかげで、非常に小さな鉱物粒子の内部の結晶学的特性が解明され、岩石成分に関する知識が大幅に進歩した。 
1840年代、ヘンリー・ソービーらの開発では、非常に薄い岩石のスライスを研究する手法により、岩石学の基礎が定まった。岩石のスライスを顕微鏡のスライドに貼り付け、薄く削ったため、光が他の方法では不透明に見えた鉱物粒子を透過できた。隣接する粒子の位置はそのままになっていたため、組織の分析が可能になった。薄片を用いた記載岩石学は、岩石研究の標準的な方法となった。組織の詳細は、岩石のさまざまな鉱物成分の一連の結晶化の知識に大きく貢献した。結果として、記載岩石学は岩石成因に、そして最終的には岩石学に発展した。 
19世紀後半に記載岩石学が進歩したのは、ヨーロッパ、特にドイツであった。 